# I Want to Know What Love Is
«I Want to Know What Love Is» (en español: «Quiero saber qué es el amor») es es título de una power ballad interpretada por la banda brito-estadounidense de rock Foreigner, incluida en su quinto álbum de estudio, Agent Provocateur (1984). La compañía discográfica Atlantic Records el 12 de noviembre de 1984 la lanzó como el sencillo principal del álbum. La canción alcanzó el primer puesto tanto en las listas estadounidenses como en las británicas.

## En la cultura popular
- La canción fue utilizada en el episodio 16 de Miami Vice en la primera temporada, titulado "Rites of Passage", el 8 de febrero de 1985.
- La canción es usada en la película estadounidense La era del rock interpretada por Tom Cruise y Malin Åkerman.
- La canción también fue presentada en la cuarta temporada del episodio 13 de Quantum Leap (22 de enero de 1992).
- La canción se convirtió en parte del videojuego Grand Theft Auto: Vice City Stories en banda sonora en 2006, y fue la música de fondo para primer tráiler del juego y la escena de introducción.
- En 2007, en el juego SingStar '80s incluye la canción.
- La canción fue tocada en una escena de Larry The Cable Guy: Health Inspector, y en el episodio "Valentine's Day" de la serie Ed.
- La canción también aparece en la película sueca de 1998 Fucking Åmål.
- La canción fue cantada dos veces en el General Hospital en 2009, por primera vez por el personaje Spinelli a Maxie su novia en la noche de karaoke de Jake, y el segundo por los huéspedes en una recepción, a Spinelli y Maxie.
- La canción aparece en Alvin and the Chipmunks: The Squeakquel.
- La canción también ha hecho su aparición en American Dad!, En el episodio 9 de la temporada 7.
- La canción aparece en el episodio "Night and the Deity" de la séptima temporada de King of the Hill. Se supone que es la canción favorita de Hank Hill, ya que él estando borracho la puso media docena de veces en el tocadiscos del bar mientras el celebraba cumpleaños número 21 de Luanne.
- La canción aparece en la adaptación estadounidense de The Inbetweeners.
- En Chile, la canción fue banda sonora de la teleserie nocturna de TVN 40 y tantos y Separados y también fue utilizado el comercial de Cerveza Cristal en 2013.[1]
- La canción es utilizada en la novela brasileña Apocalipse, en 2017 a partir del capítulo 112 para ambientar las escenas románticas de los personajes Dylan y Natalia.
- La canción aparece en la película del 2007  Good Luck Chuck.
- La canción aparece en el octavo episodio de la 9.ª temporada de la serie estadounidense  American Horror Story.[2]
- La canción aparece en el final de la serie Ragnarök de Netflix.

## Posicionamiento en listas y certificaciones
| Listas (1984/1985)                      | Mejor Posición |
| --------------------------------------- | -------------- |
| Alemania (Offizielle Deutsche Charts)   | 3              |
| Australia (Kent Music Report)           | 1              |
| Austria (Ö3 Austria Top 40)             | 7              |
| Bélgica (Flandes) (Ultratop 50)         | 6              |
| Canadá (RPM Top Singles)                | 1              |
| Estados Unidos (Billboard Hot 100)      | 1              |
| Estados Unidos (Mainstream Rock Tracks) | 1              |
| Estados Unidos (Adult Contemporary)     | 3              |
| Estados Unidos (Hot R&B/Hip-Hop Songs)  | 40             |
| Francia (SNEP)                          | 18             |
| Irlanda (IRMA)                          | 1              |
| Italia (FIMI)                           | 25             |
| Noruega (VG-lista)                      | 1              |
| Nueva Zelanda (Recorded Music NZ)       | 1              |
| Países Bajos (Dutch Top 40)             | 6              |
| Reino Unido (UK Singles Chart)          | 1              |
| Suecia (Sverigetopplistan)              | 1              |
| Suiza (Schweizer Hitparade)             | 2              |

| País           | Organismo certificador | Certificación | Ref.   |
| -------------- | ---------------------- | ------------- | ------ |
| Estados Unidos | RIAA                   | Platino       | [ 17 ] |
| Reino Unido    | BPI                    | Oro           | [ 18 ] |

### Sucesión en listas
| Anterior: «Do They Know It's Christmas?» de Band Aid   | UK Singles Chart — Sencillo N°. 1 15 de enero de 1985 - 4 de febrero de 1985         | Siguiente: «I Know Him So Well» de Elaine Paige con Barbara Dickson |
| Anterior: «Like a Virgin» de Madonna                   | U.S. Billboard Hot 100 — Sencillo N°. 1 2 de febrero de 1985 - 15 de febrero de 1985 | Siguiente: «Careless Whisper» de Wham! con George Michael           |
| Anterior: «Easy Lover» de Philip Bailey y Phil Collins | RPM Top Singles — Sencillo N°. 1 24 de febrero de 1985 - 9 de marzo de 1985          | Siguiente: «Neutron Dance» de Pointer Sisters                       |

## Versión de Mariah Carey
I Want to Know What Love Is fue versionada por la cantante estadounidense Mariah Carey y lanzada como el segundo sencillo de su duodécimo álbum de estudio, Memoirs of an Imperfect Angel (2009). El sencillo, producido por Carey, C. "Tricky" Stewart y James "Big Jim" Wright, fue difundido en las emisoras de radio europeas el 28 de agosto y la radio oficial de EE. UU. a partir del 14 de septiembre de 2009. Mick Jones dijo de su versión: "Creo que en realidad mantiene la integridad de la canción, los arreglos musicales es muy similar a la original. No se ha alterado mucho la canción." Esta versión, logró ubicarse en el número 60 del Billboard Hot 100 de los Estados Unidos y el número 19 en el Reino Unido. Obtuvo mejor recepción en las lista de países como Brasil y Japón donde consiguió el número 1 y el 3 respectivamente. En cambio, en Francia llegó a colocarse en el número 6 y logró vender alrededor de 40 000 copías.

### Video musical
Se filmó un vídeo musical para la versión de Carey de "I Want to Know What Love Is" en septiembre de 2009 en Nueva York. Fue dirigido por Hype Williams. Se estrenó en el sitio web oficial de Mariah, el 13 de noviembre de 2009. El video muestra a Carey cantando en un estadio mientras se entrelaza con la gente en compañía de sus seres queridos, o que han tenido momentos difíciles en su pasado (es decir, enfermedad terminal, etc) que llegar a ser muy emocional verla actuar. Un coro de góspel aparece al final de los cantos de vídeo junto con Carey en el centro del estadio. En el vídeo, Mariah adopta su corte de pelo rizado, la que presentaba en las etapas iniciales de su carrera de 1990-1993.

### Promoción
Carey debutó "I Want to Know What Love Is" en sus conciertos Live At The Pearl en la Arena de Pearl en el Palms Casino & Resport, Las Vegas, el 11 de septiembre y 12 de 2009. Interpretó la canción en vivo en The Oprah Winfrey Show el 18 de septiembre, The Today Show y The X Factor el 22 de noviembre, entre otros.

## Otras versiones
- También fue versionado por artistas como Julio Iglesias, Los del Fuego, Wynonna Judd, Shirley Bassey, Laura Branigan, John Farnham y Tina Arena (la cual recibió el disco de plata en Francia)[23] entre otros.
- En 2025 la banda reversionó su éxito en español, con el título Quiero saber si es amor, en colaboración con la cantante Joy Huerta.[24]